# Autostrada A77 (Holandia)
Autostrada A77 (nl. Rijksweg 77) – holenderska autostrada przebiegająca od skrzyżowania z autostradą A73 w węźle Rijkevoort do granicy niemieckiej, gdzie przechodzi w autostradę A57 w kierunku Krefeld i Köln.

## Trasy europejskie
Na całej długości autostrady przebiega trasa europejska E31.